# Euploca serpylloides
Euploca serpylloides är en strävbladig växtart som först beskrevs av August Heinrich Rudolf Grisebach, och fick sitt nu gällande namn av Diane och Hilger. Euploca serpylloides ingår i släktet Euploca och familjen strävbladiga växter. Inga underarter finns listade i Catalogue of Life.